# Phare de Farne
Le phare de Farne (anciennement appelé Inner Farne) est un phare situé dans l'archipel des Îles Farne, au large de Bamburgh dans le comté du Northumberland en Angleterre.
Ce phare est géré par le Trinity House Lighthouse Service à Londres,l'organisation de l'aide maritime des côtes de l'Angleterre.
Il est maintenant protégé en tant que monument classé du Royaume-Uni de Grade II.

## Histoire
Le phare de Farne a été conçu et construit en 1811. C'est une petite tour blanche, avec galerie et lanterne, de 13 m de haut, attenante aux maisons des gardiens. Il a été autonomisé dès 1910 et la lumière a été convertie à l'énergie solaire en 1996.
Le phare est visitable. Il est érigé sur l'île Farne Island, la plus proche du continent.
Identifiant : ARLHS : ENG-060 - Amirauté : A2812 - NGA : 2256.

### Lien connexe
- Liste des phares en Angleterre
- Phare de Longstone
- Phare de Brownsman Island